# Penny Lover
Penny Lover è una canzone pop incisa nel 1983 da Lionel Richie e facente parte dell'album Can't Slow Down. Il brano fu scritto dallo stesso Lionel Richie assieme alla moglie Brenda Harvey-Richie.
Il singolo, pubblicato su etichetta discografica Motown Records e prodotto da Lionel Richie e da James Carmichael, raggiunse l'ottavo posto della classifica statunitense, risultando così fino ad allora il 45 giri di minore successo di Richie.
Il brano si ritrova inoltre in varie raccolte del cantautore afro-americano ed alcuni artisti hanno anche inciso delle cover del brano.

## Testo
(Penny Lover (1984))
Il testo parla di un uomo che si innamora a prima vista di una donna che vede passare, ed è già convinto che un giorno lei sarà sua. Adesso però questo amore lo fa soffrire e lui definisce lei "penny lover", ovvero "amante da quattro soldi".

## Tracce

### 45 giri (versione 1)
1. Penny Lover – 3:46
2. Tell Me – 4:06

### 45 giri (versione 2)
1. Penny Lover – 3:48
2. You Are – 4:05

### 45 giri maxi
1. Penny Lover – 5:28
2. You Are – 4:59
3. My Love – 4:05

## Classifiche
| Classifica (1984)                | Posizione massima |
| -------------------------------- | ----------------- |
| Belgio (Fiandre)                 | 10                |
| Canada                           | 12                |
| Germania                         | 37                |
| Irlanda                          | 8                 |
| Nuova Zelanda                    | 30                |
| Paesi Bassi                      | 14                |
| Regno Unito                      | 18                |
| Stati Uniti                      | 8                 |
| Stati Uniti (adult contemporary) | 1                 |
| Stati Uniti (R&B)                | 8                 |

## Cover
Una cover del brano è stata incisa dai seguenti artisti (in ordine alfabetico):
- Ambelique (1997)
- Jem (2014)
- Pepe Márquez (2010)
- Tischmusik (2001)
- Trevor Walters (1983)[13]